# Clara Castle
Clara Castle (irisch Caisleán Chláraigh) ist ein Tower House oder Peel Tower etwa 6 km östlich von Kilkenny im irischen County Kilkenny, in der Nähe eines der Quellbäche des River Nore. Das Gebäude gilt als National Monument.

## Geschichte
Clara Castle ließ die Familie Shortall Ende des 15. oder Anfang des 16. Jahrhunderts errichten und lebte dort bis etwa 1640. Henry Johnson lebte auf der Burg zu Zeiten Cromwells; später fiel sie an die Byrnes. Zum Beispiel lebten Anthony Byrne (1656–1720), Lewis Byrne (1690–1766), Mathew Byrne (1694–1754), Anthony Byrne (1725–1810) und Michael Byrne (1762–1835) dort. Clara Castle war bis 1905 bewohnt.

## Beschreibung
Clara Castle ist fünf Stockwerke hoch; die Decke über dem 2. Obergeschoss ist gewölbt. Auf der Nordseite befindet sich eine Einfriedung (ein sogenannter bawn), etwa 10 Meter × 22 Meter groß. In der Burg sind viele, ursprüngliche Türen aus Eiche und Deckenbalken erhalten.
Über dem Eingang ist ein „Mörderloch“ angebracht; der Eingang ist auch durch ein Gittertor und einen Zugriegel geschützt.
Im 1. Obergeschoss, das vermutlich als Hauptschlafkammer diente, finden sich ein überdachter Kaminsims, ein Mauergang, ein Aborterker und eine kleine Schlafkammer. Dieser Raum war ursprünglich in blau ausgemalt und an einer Wand befindet sich ein Wandgemälde eines Kruzifixes.
Im Stockwerk darüber liegt ein Geheimraum.
Das Zimmer im 3. Obergeschoss ist der größte und am besten belichtete Raum der Burg; es diente der Familie als Wohnzimmer. Sein großer, mit einem Sturz versehener, offener Kamin wurde später eingebaut; der ursprüngliche offene Kamin in diesem Raum muss sich in der Mitte befunden haben.
Das darüber liegende Dach ist aus moderner Zeit, während die Brüstungen mit irischen Zinnen versehen sind, ebenso wie mit Schießschlitzen, einem Umgang, einem Maschikuli und Wasserabläufen.